# Evelyn Tucker
Evelyn Tucker (* 15. August 1906 in Pensacola, Florida; † 18. August 1996 in Santa Fe, New Mexico) war eine US-amerikanische Offizierin und Galeristin. Sie war bei der Monuments, Fine Arts, and Archives Section der United States Army mit der Erfassung von Raubkunst in Österreich beauftragt. Anschließend betrieb sie eine Kunstgalerie.

## Leben
Tucker wurde in der Familie von Robert Tucker und Lucy Fanny geb. Armistead geboren. Sie studierte Kunst an der High School in Arcadia und der Universität von Miami. Die Mutter entstammte dem gebildeten Patriziat in Neuengland.
Nach dem frühen Tod ihrer Eltern sorgte sie für ihre Geschwister Clarence und Anna. Sie arbeitete in der Funkzentrale der Polizei von Miami, als Sekretärin für einen Richter, den Senat und Gouverneur von Florida und eine Fluggesellschaft.
Bei Kriegsbeginn trat sie in das Women’s Army Corps ein. Nach einer Zeit als Sekretärin bei den Nürnberger Prozessen wurde sie zur amerikanischen Beauftragten für die Erfassung von Raubkunst bei der Monuments, Fine Arts, and Archives Section in Österreich ernannt.
Sie arbeitete eng mit Herbert Stewart Leonard und Stefan P. Munsing am Münchner Central Collecting Point zusammen und entdeckte entwendetes Eigentum der Familien Rothschild, Bondi und Karl Lanckoroński. In Schloss Fischhorn fand sie verschlepptes polnisches Kulturgut. In einem Salzburger Lagerhaus stieß sie auf 1181 Kunstwerke, darunter eine Rembrandt-Radierung von 1634, eine "Seelandschaft" von Salomon van Ruysdael und eine Arbeit von Ernst Ludwig Kirchner.
Im Jahr 1949 ging sie zurück in die Vereinigten Staaten und eröffnete eine Galerie in Miami Beach.
Sie stellte magisch-realistische Landschaften von Robert Draper aus einem Navajo-Reservat in Neumexiko aus. Der Porträtist Frank Donnini, der abstrakte Maler Sebastiano Trovato, die Bildhauer Jon Louie Keller und Bernard Simon, der Puppenkünstler Jero Magon fanden ihre Förderung. Die Lackarbeiten von Arthur Voelkel, die Blumenkompositionen von Mildred Hayward und die Landschaften von Lisl Beer wurden beim Publikum stark nachgefragt. Unter den Besuchern war Tennessee Williams.